# أندرو هيوز (لاعب كرة قدم)
أندرو هيوز (بالإنجليزية: Andrew Hughes)‏ (5 يونيو 1992 بكارديف في المملكة المتحدة - ) هو لاعب كرة قدم بريطاني في مركز الدفاع. لعب مع نيوبورت كونتي وWales national semi-professional football team ‏.

## وصلات خارجية
- أندرو هيوز على موقع قاعدة بيانات كرة القدم.إي يو (الإنجليزية)
- أندرو هيوز على موقع Soccerbase.com (لاعب) (الإنجليزية)
- أندرو هيوز على موقع Soccerway.com (الإنجليزية)
- أندرو هيوز على موقع عالم كرة القدم.نت (الإنجليزية)

قالب:تشكيلة بريستون نورث ايند